# Tatranský seniorát

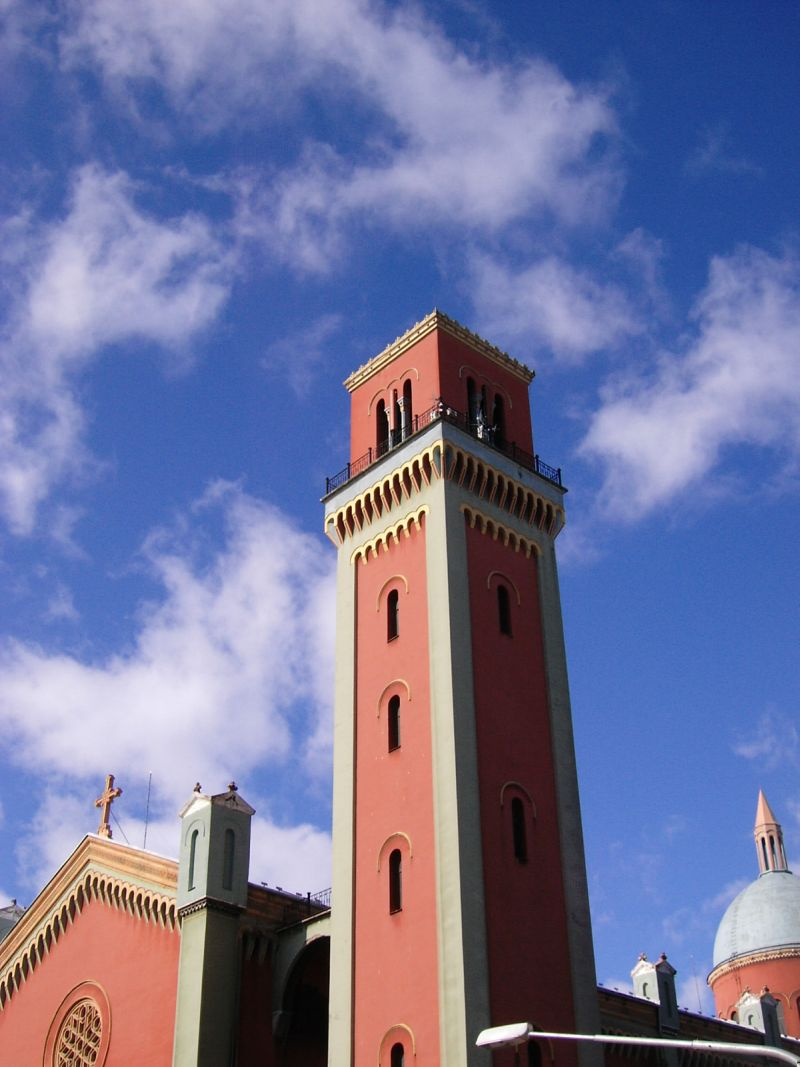
Evangelický kostel v Kežmarku

Tatranský seniorát je seniorátem Východního distriktu Evangelické církve augsburského vyznání na Slovensku. Vznikl v roce 1953. V seniorátu je celkem 17 církevních sborů s 9720 členy. Územní členění seniorátu se nezměnilo ani po přijetí nové církevní ústavy v roce 1993. Seniorát sídlí v Kežmarku.
Církevní sbory: Batizovce, Iliašovce, Kežmarok, Levoča, Mengusovce, Podolínec, Poprad, Poprad-Matejovce, Poprad-Veľká, Slovenská Ves, Spišská Belá, Spišská Nová Ves, Spišské Vlachy, Svit, Štrba, Švábovce, Vysoké Tatry.